# جايكوب بيتس
جايكوب بيتس (بالإنجليزية: Jacob Pitts)‏ هو ممثل أمريكي، ولد في 20 نوفمبر 1980 في الولايات المتحدة.

## أعمال

### أفلام
- (2002) كا-19 صانعة الأرامل[2]
- (2007) عبر الكون
- (2008) 21[3]

### مسلسلات
- ذا غود وايف

## وصلات خارجية
- جايكوب بيتس على موقع IMDb (الإنجليزية)
- جايكوب بيتس على موقع ألو سيني (الفرنسية)
- جايكوب بيتس على موقع أول موفي (الإنجليزية)
- جايكوب بيتس على موقع قاعدة بيانات برودواي على الإنترنت (الإنجليزية)
- جايكوب بيتس على موقع قاعدة بيانات الأفلام السويدية (السويدية)
- جايكوب بيتس على موقع قاعدة بيانات الفيلم (الإنجليزية)
- جايكوب بيتس على موقع كينوبويسك (الروسية)